# Granatnik XM175
XM175 – amerykański granatnik automatyczny skonstruowany w połowie lat 60. Testowany bojowo w czasie wojny w Wietnamie, nieprzyjęty do uzbrojenia.
XM175 był bronią automatyczną, samoczynną. Automatyka broni działała na zasadzie odrzutu zamka swobodnego. Granatnik strzelał z zamka otwartego. Zasilanie z taśmy nabojowej. Granatnik był wyposażony w tylec z dwoma chwytami. Przyrządy celownicze wzorowane na użytych w granatniku M79 składały się z celownika ramkowego i muszki. Granatnik był mocowany na podstawie trójnożnej M3 (od wkm-u M2).